# Arles
Arles er en fransk by beliggende ved Rhônedeltaets begyndelse.
Den blev grundlagt i 46 f.Kr. af Julius Cæsar på bredden af Rhônefloden, hvor man kunne overskue Camarguedeltaet. Den rummer stadig vidnesbyrd om den romerske fortid i form af en torveplads (forum) og nogle buegange, som er indbygget i domkirken. Byen kendes også som "Galliens lille Rom" på grund af de mange rester af romerske monumentalbygninger (teater, bade og amfiteater). Amfiteatret kunne i sin tid rumme 20.000 mennesker, og det bruges endnu til forskellige arrangementer, særligt de årlige tyrefægtninger. Museet i Arles rummer gode samlinger af gallo-romerske fund.
Det var også her, at Vincent van Gogh lavede nogle af sine kendte malerier.
Byens romerske og romanske monumenter blev opført på UNESCOs Verdensarvsliste i 1981.

## Personer fra Arles
- Jeanne Calment (1875-1997), personen med det længste dokumenterede liv nogensinde
- Djibril Cissé (født 1981), fodboldspiller
- Anne-Marie David (født 1952), sangerinde
- Gaël Givet (født 1981), fodboldspiller
- Christian Lacroix (født 1951), modedesigner

## Eksternt henvisninger
- Wikimedia Commons har flere filer relateret til Arles
- Turistkontoret i Arles Arkiveret 16. juli 2006 hos  Wayback Machine